# Marie-Sophie Dubus
Pour les articles homonymes, voir Dubus (homonymie).
Marie-Sophie Dubus est une monteuse française de cinéma et de télévision.
Elle a reçu le 7 d'or du meilleur montage en 1994. Elle était une proche collaboratrice de Frédéric Rossif sur qui elle a réalisé un documentaire en 1996.

## Filmographie sélective
- 1963 : Maigret voit rouge de Gilles Grangier
- 1964 : Les Yeux cernés de Robert Hossein
- 1965 : Le Vampire de Düsseldorf de Robert Hossein
- 1968 : La Fille d'en face de Jean-Daniel Simon
- 1970 : Le Cercle rouge de Jean-Pierre Melville
- 1973 : Vérités et Mensonges (F for Fake)  d'Orson Welles
- 1975 : Il pleut toujours où c'est mouillé de Jean-Daniel Simon
- 1975 : Emmanuelle l'antivierge de Francis Giacobetti
- 1977 : Plus ça va, moins ça va de Michel Vianey
- 1978 : La Petite Fille en velours bleu d'Alan Bridges
- 1979 : Les héros n'ont pas froid aux oreilles de Charles Némès
- 1981 : Possession d'Andrzej Żuławski
- 1982 : Jacques Brel de Frédéric Rossif
- 1983 : Un chien dans un jeu de quilles de Bernard Guillou
- 1984 : La Femme publique d'Andrzej Żuławski
- 1985 : L'Amour braque d'Andrzej Żuławski
- 1986 : Conseil de famille de Costa-Gavras
- 1986 : Les Fugitifs de Francis Veber
- 1988 : Sweet Lies de Nathalie Delon
- 1989 : De Nuremberg à Nuremberg de Frédéric Rossif (documentaire)
- 1989 : Mes nuits sont plus belles que vos jours d'Andrzej Żuławski
- 1989 : Boris Godounov d'Andrzej Żuławski
- 1993 : Les Veufs (Entangled) de Max Fischer
- 1996 : Le Jaguar de Francis Veber
- 2000 : La Fidélité d'Andrzej Żuławski
- 2001 : Rastignac ou les Ambitieux (mini-série)
- 2001 : Lisa de Pierre Grimblat
- 2005 : La Légende vraie de la tour Eiffel (docufiction)
- 2006 : Harkis (téléfilm)
- 2009 : Sous un autre jour (téléfilm)

## Réalisatrice
- 1996 : Frédéric Rossif - La Beauté et la Violence du monde, documentaire[3],[4].